# Hainert

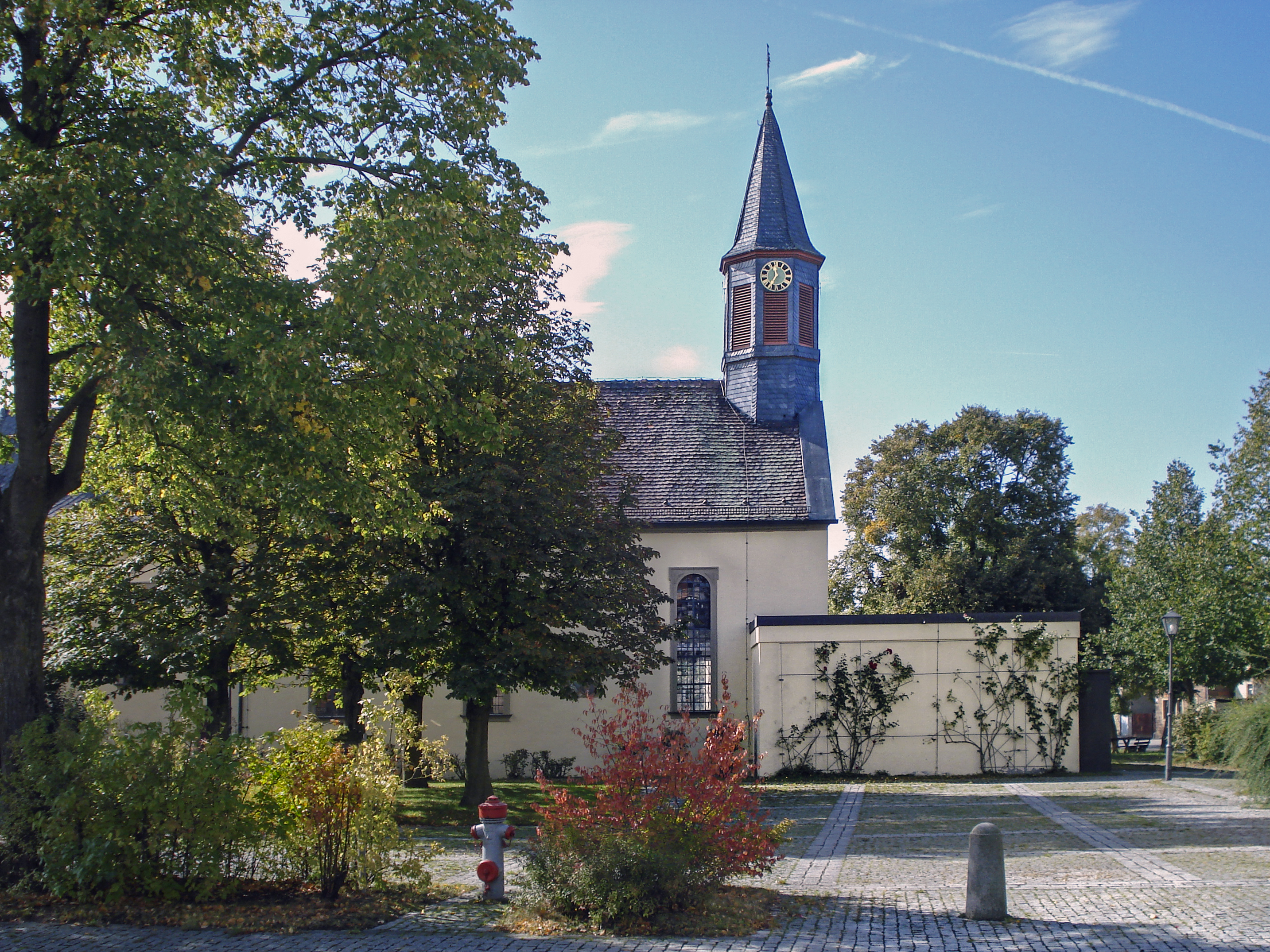
Dorfkirche in Hainert

Hainert ist ein Gemeindeteil der Gemeinde Knetzgau im unterfränkischen Landkreis Haßberge in Bayern.

## Geographie
Das Kirchdorf liegt inmitten Frankens am Main auf einer Höhe von etwa 250 m ü. NHN und hatte am 31. Dezember 2022 379 Einwohner. Es liegt etwa drei Kilometer südlich von Haßfurt im Nordosten des Regierungsbezirks Unterfranken in Bayern. Nach Norden hin wird die Flur durch den Main begrenzt, während sich im Süden der Steigerwald mit seinen Höhen am Horizont erhebt.
Die nächsten größeren Städte in der Umgebung sind Haßfurt, Eltmann, Gerolzhofen, Königsberg, Bamberg und Schweinfurt.

## Geschichte
Hainert ist ein typisches Reihen- oder Straßendorf. Als erster Grundherr Hainerts wird in einigen Unterlagen um 1198 ein an sich völlig unbekannter Adeliger, Freiherr Joan von Wolnberg, genannt.
Dieser übergab im Jahre 1234 sein Lehen und seinen Besitz Houwenhart (heute Hainert) mit allen Einnahmen und Rechten der neu gestifteten Frauen-Abtei, dem Kloster Cistercienser-Orden zu Marpurghausen (heute Mariaburghausen).
Hainert hat sich anfangs rasch entwickelt, um 1274 wurde es bereits als Dorf erwähnt. Im 14. und 15. Jahrhundert erhielt Hainert wesentliche Zuteilungen aus den um Hainert durch Seuchen und Kriege eingegangenen Siedlungen „Bernhausen“, „Kalmansdorf“, „Krottenthal“ und „Speyerbaum“.
Nach der Eingliederung Hainerts in die Pfarrei Westheim (1679), wurde ein Friedhof um das Gotteshaus angelegt. Die heute auf dem Dorfplatz stehende Geißelsäule stand inmitten der Gräber. Wegen zu großer Bodenfeuchtigkeit verlegte man den Friedhof etwa vor 180 Jahren von der Kirche weg an den Westausgang des Dorfes, wo er sich heute noch befindet.
Nach der Säkularisation (1803–1806) wurde Hainert ein freies, selbständiges Dorf und erhielt die ehemaligen Klosterfelder zurück. Der Gutshof Mariaburghausen war ab diesem Zeitpunkt mit seiner Gemarkung der Gemeinde Hainert gemeindlich zugeteilt und von dort kommunal betreut, was bemerkenswerte Steuereinnahmen erbrachte.
Während der Zeit des Nationalsozialismus nutzten die Bauern die Auflösung des Gutes „von Seckendorf“ in Wonfurt zum Landkauf und zur Errichtung von sogenannten „Erbhöfen“.
Im Jahre 1957 zählte Hainert neben 12 Arbeitshäuschen, darunter ein kleiner Lebensmittelladen, 49 Bauernhöfe. Es galt um diese Zeit noch als reines Bauerndorf, da nur wenige Landwirte zusätzlich einer Arbeit nachgingen. In den Nachkriegsjahren pendelte die Einwohnerzahl zwischen 340 und 360 Personen.
Mit Wirkung vom 1. Januar 1976 wurde die Gemeinde Hainert aufgelöst. Ihr größerer Teil wurde zwangsläufig „freiwillig“ in die somit knapp über 5000 Einwohner zählende Einheitsgemeinde Knetzgau eingegliedert. Ein Gebiet mit etwa 50 Einwohnern kam zur Kreisstadt Haßfurt.
Im Jahre 1979 zählte der Gemeindeteil Hainert etwa 80 Hausnummern. Nur noch wenige Bauern lebten ausschließlich von der Landwirtschaft. Die Ausweisung des Siedlungsgeländes im Norden der Ortschaft, ließ eine allmähliche Zunahme der Siedlungstätigkeit erwarten.
Zu Beginn des Jahres 1993 zählte der Gemeindeteil Hainert schon über 100 Hausnummern mit über 400 Einwohnern. Anfang 1993 lebten nur noch sieben Bauern allein von der Landwirtschaft.
Als zusätzliche, kulturell bedeutende Maßnahme, fand im Rahmen der Flurbereinigung (1980) mit Zustimmung und Unterstützung der Gemeinde Knetzgau, eine Dorferneuerung statt. Bemerkenswerte Maßnahmen waren unter anderem die Erneuerung der J.-v.-Wolnberg-Straße und des Dorfplatzes, die Renovierung des ehemaligen Schulgebäudes und die Sanierung des Dorfsees.
Am 16. und 17. Juli 1993 fand nach Abschluss der Dorferneuerung ein großangelegtes Dorffest statt.

## Sehenswürdigkeiten
- Dorfkirche mit See
- Hainerter Seefest im Juni
- St. Joseph (Hainert)

## Verkehrsverbindungen
- Hainert liegt südlich des schiffbaren Flusses Main
- B 26
- Die Autobahn A 70 (Bayreuth – Schweinfurt) verläuft wenige Kilometer entfernt
- Eisenbahnlinie Bamberg – Schweinfurt – Würzburg